# Стікс (річка, Перм)
Стікс (рос. Стикс від грец. Στύξ, лат. Styx) — мала річка в Пермі, ліва притока Єгошихи.
17 тисяч років тому поблизу гирла Стікса розташовувалася палеолітична стоянка «Єгошиха», обстежена в 2003 році Камською археологічною експедицією Пермського державного університету під керівництвом Андрія Федоровича Мельнічука. В ході розкопок було зібрано декілька тисяч різноманітних кам'яних знарядь. Встановлено, що мешканці стоянки полювали на оленів та коней.
У 1804 році за указом Карла Федоровича Модераха, пермського губернатора, були створені рів і вал, призначені для відведення талих і дощових вод з полів в Стікс і Даніліху.
Річкою Стікс проходить частина межі Ленінського району міста Пермі.